# Jaime Ortega y Olleta
Jaime Ortega y Olleta (Tauste, 28 de febrero de 1816-Tortosa, 18 de abril de 1860) fue un militar y político español, principal protagonista del fallido levantamiento carlista de 1860.

## Primeros años y vida política en el campo liberal
Nació en 1816 en la localidad zaragozana de Tauste. Procedente de una familia aristocrática aragonesa que se había empobrecido tras la Guerra de la Independencia, Jaime Ortega y Olleta escogió por vocación el mundo de las armas, aunque, como muchos otros compañeros, pronto se acercó a la política. Al principio simpatizó con el Partido Progresista, pero la experiencia de la regencia de Espartero le acercó al Partido Moderado, y de hecho participó en la compleja rebelión cívico-militar que puso fin al gobierno esparterista en 1843. Su carrera posterior fue rutinaria: aunque llegó a general, no sobresalió por sus cualidades tácticas. A pesar de ello, demostró lealtad a los compromisos adquiridos, lo que le honró ante sus adversarios. Este hecho le permitió acceder al Congreso como diputado por los distritos electorales zaragozanos de Calatayud y Ejea de los Caballeros y por el turolense de Alcañiz. Así mismo, obtuvo puestos de responsabilidad en la administración militar, como la capitanía general de Baleares en 1859.

## Adscripción al carlismo
Al parecer, por evolución personal se había aproximado al carlismo en 1857. La amistad con la infanta Luisa Carlota de Borbón, que había vivido los acontecimientos previos a la muerte de Fernando VII, despertaron su animadversión hacia los liberales. El fusilamiento de la madre del general Cabrera terminó de introducirle en los ambientes de conspiración carlista contra Isabel II.[cita requerida]
Por disponer de tropas a su mando en Baleares, la Comisión Regia, ente carlista presidido por el conde de Cleonard y en el que se encontraba el general Elío (asesor del pretendiente Carlos Luis de Borbón), le eligió para iniciar un pronunciamiento: el general Ortega debía lanzar un manifiesto, dirigirse a Madrid y tomar el poder.

## El fracaso de la "Ortegada"

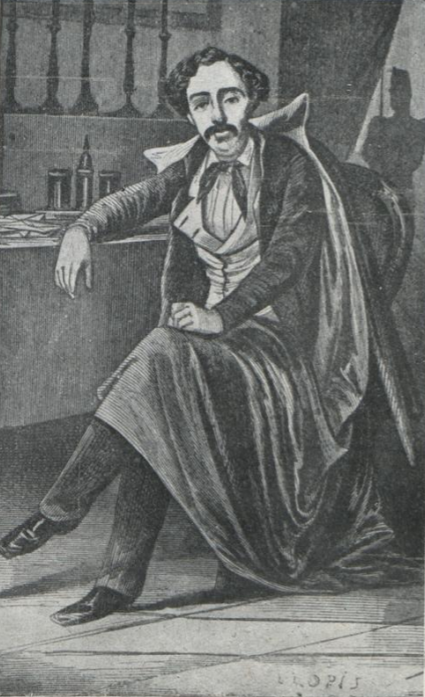
El general Jaime Ortega antes de ser fusilado

El primer escenario para la arenga rutinaria y punto desde donde partir hacia el poder era Valencia, pero finalmente se cambió por Tortosa. Todo empezó a ir mal el 29 de marzo de 1860: como en todo pronunciamiento, hubo quien se echó atrás, y cuando el 3 de abril de 1860 el general Ortega llegó a San Carlos de la Rápita con unas fuerzas a las que había engañado diciendo que iban a defender a Isabel II de un complot carlista, se produjo el desastre. En el momento en que los oficiales a su cargo y los soldados conocieron sus verdaderas intenciones se volvieron contra él y lo tomaron preso. 
Condenado a muerte por alta traición en un Consejo de Guerra, el hecho de no revelar los nombres de ninguno de los cómplices del intento de sublevación suscitó sospechas de que no se tratara realmente de un complot carlista sino de una conspiración de los círculos palaciegos enemigos del general O’Donnell, que por aquel entonces presidía el Consejo de Ministros. Son conocidos los contactos del marqués de Salamanca, financiero del régimen isabelino, con los conspiradores carlistas, así como las relaciones de Bravo Murillo y Escosura con la citada Comisión Regia. De igual modo, Eugenia de Montijo, esposa del emperador Napoleón III, mostró su simpatía con el plan en correspondencia privada. Sin embargo, no se pudo demostrar la conexión intrarrégimen de la trama.
Lo cierto es que el 18 de abril de 1860 el general Ortega fue pasado por las armas, llevándose a la tumba la respuesta a los referidos interrogantes. Se encuentra enterrado en el panteón familiar de la iglesia de Santa María de su villa natal.